# Carga aerodinámica

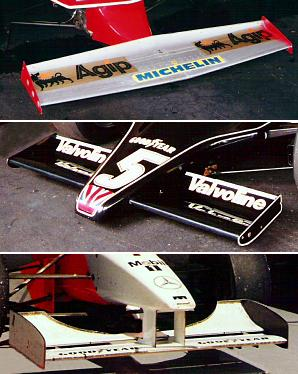
Tres estilos de alerones delanteros de Fórmula 1, todos diseñados para producir carga aerodinámica en la parte delantera. De arriba a abajo: Ferrari 312T4 (1979), Lotus 79 (1978), McLaren MP4/11 (1996)

Perfil alar inverso de las vainas laterales del Lotus 79, concebido para crear carga aerodinámica.

La carga aerodinámica (en inglés, downforce) es una fuerza de elevación hacia abajo creada por la aerodinámica de un vehículo. El propósito de la carga aerodinámica es ejercer fuerza vertical sobre las ruedas para crear agarre y aumentar la velocidad.

## Fundamentos
El mismo principio que permite a las alas de un avión crear sustentación para elevarlo se usa a la inversa para aplicar una fuerza que presiona al auto contra la carretera. Este efecto se denomina agarre aerodinámico y se distingue del agarre mecánico obtenido principalmente a través de la suspensión del vehículo. Un mayor agarre mejora la maniobrabilidad y así permite tomar curvas con una velocidad mayor. Existen varias formas de mejorar la carga aerodinámica de un automóvil:
- Alerones traseros y delanteros.
- Difusor, muchas veces acompañado de un Perfil alar invertido.
- Efecto suelo.
- Efecto Venturi.

Debido a que es una función del flujo de aire por encima y por debajo del automóvil, la carga aerodinámica aumenta con el  cuadrado de la velocidad del automóvil y requiere una velocidad mínima para surtir efecto. El movimiento vertical del automóvil modifica su ángulo de ataque y el flujo de aire debajo del mismo, lo que puede resultar en un vehículo fuera de control. Tal fue el caso del Mercedes-Benz CLR en las 24 Horas de Le Mans de 1999.
Dos componentes principales de un coche de carreras se pueden utilizar para crear carga aerodinámica cuando el coche se desplaza a velocidad de carrera:
- la forma de la carrocería y;
- el uso de perfiles aerodinámicos.

La fuerza descendente ejercida por un ala se expresa generalmente como una función de su coeficiente de sustentación:
{\displaystyle F=-C_{L}{\frac {1}{2}}\rho v^{2}A}
donde:
- F es la carga aerodinámica (unidad SI: newtons)
- CL es el coeficiente de sustentación
- ρ es la densidad del aire (unidad SI: kg/m3)
- v es la velocidad (unidad SI: m/s)
- A es el área del ala (unidad SI: metros cuadrados), que depende de su envergadura y cuerda si se usa la base de área superior del ala para CL, o de la envergadura y grosor del ala si se usa la base de área frontal.

En ciertos rangos de condiciones de operación y cuando el ala no está en pérdida, el coeficiente de sustentación tiene un valor constante: la carga aerodinámica es entonces proporcional al cuadrado de la velocidad aerodinámica.
En aerodinámica, es habitual utilizar el área proyectada del ala vista desde arriba como superficie de referencia para definir el coeficiente de sustentación.